# Sauzet (Lot)
Sauzet es una comuna francesa situada en el departamento de Lot, en la región de Occitania.

## Demografía
| 413 | 403 | 371 | 352 | 370 | 408 | 530 |
| Para los censos de 1962 a 1999 la población legal corresponde a la población sin duplicidades (Fuente: INSEE [Consultar]) |     |     |     |     |     |     |